# Superessief
De superessief (van het Latijnse super, "op" en esse "zijn", ofwel "er op zijn") is een naamval die onder andere in Fins-Oegrische talen voorkomt. De basisbetekenis is "gepositioneerd op". 
In het Hongaars heeft deze naamval de uitgang -on/-en/-ön/-n, afhankelijk van de precieze fonologische context:
- a hajó-n, "(boven) op het schip" (a hajó = "het schip")
- ez-en az asztal-on, "op deze tafel" (ez = deze → ez-en = op deze; az asztal = de tafel)
- a bokr-on, "(boven) op de struik (a bokor = "de struik")
- Budapest-en, "in Boedapest"

Let op: Bij de meeste Hongaarse plaatsnamen wordt -on/-en/-ön/-n gebruikt in de betekenis van "in".
Ook in andere talen en taalfamilies met veel plaatsnaamvallen, zoals de Nach-Dagestaanse talen, komt de superessief voor. Het volgende voorbeeld is uit het Lezgisch:
- xil-el, "op de tak/twijg" (xil, "takje, twijg")

De superessief staat qua betekenis tegenover de subessief. 